# Paul Breitner
Paul Breitner (født 5. september 1951) er en tidligere tysk fodboldspiller, der i perioden 1971-1982 spillede 48 landskampe og scorede 10 mål. På klubplan spillede han i flere omgange for Bayern München samt for Eintracht Braunschweig i en kortere periode. Han var tillige knyttet til den spanske storklub Real Madrid i en række år.